# Bộ nhớ máy tính

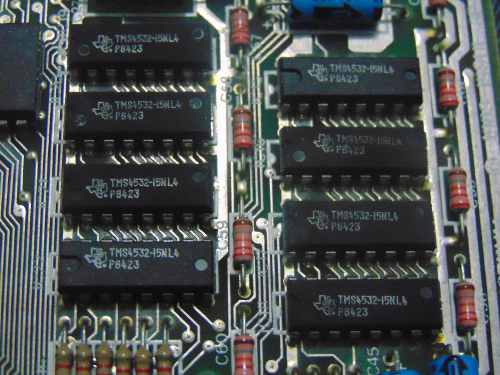
RAM là bộ nhớ lưu trữ dữ liệu tạm thời phổ biến.

Bộ nhớ máy tính bao gồm các hình thức, phương thức để lưu trữ dữ liệu máy tính một cách lâu dài (khi kết thúc một phiên làm việc của máy tính thì dữ liệu không bị mất đi), hoặc lưu dữ liệu tạm thời trong quá trình làm việc của máy tính (khi kết thúc một phiên làm việc của máy tính thì bộ nhớ này bị mất hết dữ liệu).
Các thiết bị lưu trữ dữ liệu cho bộ nhớ lâu dài bao gồm: đĩa cứng, đĩa mềm, đĩa quang, băng từ, ROM, các loại bút nhớ,...
Các thiết bị lưu trữ dữ liệu tạm thời trong quá trình làm việc: RAM máy tính, Cache (cache máy tính thường nằm trong CPU, một số cache cũ có thể nằm ngoài CPU: như các cache trên đế cắm kiểu slot 1, hoặc cache dạng thanh, có thể tháo rời giống như các thanh RAM ngày nay)...
Hầu hết các bộ nhớ nêu trên thuộc loại bộ nhớ có thể truy cập dữ liệu ngẫu nhiên, riêng băng từ là loại bộ nhớ truy cập tuần tự.